# Источник ионизирующего излучения
Источник ионизирующего излучения — вещество или устройство, испускающее или способное испускать ионизирующее излучение и составляющее радиационный фон. Выделяют природные и искусственные источники излучения.

## Природные
Природный или естественный радиационный фон (ПРФ / ЕРФ):
- первичное космическое излучение
- вторичное космическое излучение
- радиоактивные семейства, например урана-238, урана-235 и тория-232
- радионуклиды, не входящие в ряды, такие как широко распространëнный в том числе во всех живых организмах и жизненно необходимый калий-40.
- радионуклиды земной коры, атмосферы, строительных материалов, пищи и воды

Выделяют также технологически изменённый естественный радиационный фон.

## Искусственные
- изотопные источники, например, источники гамма-дефектоскопов, источники для брахитерапии, РИТЭГи, криптон-85 и тритий в качестве примесей к рабочей смеси газов в некоторых газоразрядных приборах и лампах, радиолюминесцентная краска, контрольные и поверочные источники для дозиметрического оборудования и спектрометров, радиофармпрепараты, источники для хроматографов, торированные катоды электровакуумных приборов, газосветных ламп, в особенности ксеноновых, криптоновых и ртутных лампах сверхвысокого давления.
- неизотопные источники: рентгеновские трубки, ускорители, синхротроны, высоковольтные лампы с напряжением более 30 кВ (магнетроны, клистроны, генераторные и модуляторные лампы, высоковольтные выпрямительные кенотроны, импульсные модуляторные водородные тиратроны)
- ядерные реакторы и нейтронные генераторы